# Anemia cicutaria
Anemia cicutaria là một loài dương xỉ trong họ Anemiaceae. Loài này được Poepp. ex Spreng. mô tả khoa học đầu tiên năm 1827.